# Бернард Мейдофф
Бе́рнард Ло́ренс Ме́йдофф (англ. Bernard Lawrence Madoff), (29 квітня 1938, Квінз, Нью-Йорк — 14 квітня 2021) — американський злочинець, колишній підприємець і фінансист, голова ради директорів NASDAQ, засуджений у 2009 році до 150 років ув'язнення за створення найбільшої в історії США фінансової піраміди. За оцінками експертів Мейдофф завдав збитків своїм інвесторам на суму більш ніж 50 мільярдів доларів.

## Біографія

### Ранні роки життя
Бернард Мейдофф народився 29 квітня 1938 року у родині Ральфа і Сільвії Мейдофф. Ральф походив з родини польських євреїв, працював водопровідником. Сільвія була домогосподаркою, її батьки були єврейськими іммігрантами з Румунії та Польщі. Батьки Мейдоффа впродовж багатьох років займалися інвестиціями на біржі, але не мали особливого успіху. Після закінчення школи Бернард навчався в Університеті Алабами та у 1960 році закінчив Університет Гофстра у Нью-Йорку, де вивчав політологію. На відміну від батьків, Бернард Мейдофф не цікавився інвестиціями, аж поки у 1960 році не заснував власну компанію: Madoff Investment Securities. Гроші на компанію Мейдофф заощадив, працюючи рятувальником на пляжі та на різних роботах.
У 1959 році Мейдофф одружився з Рут Альперн, батько котрої мав значні зв'язки у бізнесових колах і допоміг Мейдоффу залучити до його компанії відомих інвесторів з Голівуду, таких як Стівен Спілберг, Кевін Бейкон та інших. Компанія Мейдоффа пропонувала стабільний річний прибуток у 10 % і з часом накопичила значний капітал. У 1980 році через його компанію проходило до 5 % торгів на Нью-Йоркській фондовій біржі.

### Кар'єра фінансиста
Компанія Бернарда Мейдоффа продовжувала успішно зростати і стала згодом однією з найпривабливіших інвестиційних компаній на Волл-стріт. Разом з Мейдоффом працювали члени його родини: двоє його синів (Марк і Ендрю) та рідний брат. Мейдофф був одним із перших фінансистів, які почали використовувати комп'ютерні технології для розробки котирування акцій на біржі. Програма, яку розробила фірма Madoff Investment Securities, з часом була запозичена фондовою біржею NASDAQ, а самого Мейдоффа було обрано головою ради директорів NASDAQ.
У 2000 році компанія Мейдоффа вже мала близько 300 мільйонів доларів в активах і відкрила свої філії у Нью-Йорку і Лондоні. Серед інвесторів Мейдоффа були відомі особистості США, зірки Голівуду. Коло інвесторів постійно зростало. Аудит Федеральної комісії з цінних паперів ніколи не знаходив нічого підозрілого у бізнесовій практиці Мейдоффа аж до початку фінансової кризи 2008 року. Підозру аудиторів викликав стабільний прибуток у 10 % річних, у той час, коли інші компанії зазнавали великих збитків. Після падіння курсу акцій у листопаді 2008 року багато інвесторів забажало зняти гроші зі своїх рахунків на суму більш ніж 7 мільярдів доларів, але Мейдофф не зміг виплатити ці кошти. Водночас Мейдофф виплачував преміальні синам та іншим працівникам компанії. Коли сини Ендрю і Марк поцікавилися, чому є гроші на преміальні, але не вистачає виплатити інвесторам, Берні Мейдофф відкрився синам про фінансову піраміду, яка існувала в компанії протягом багатьох років. Сини Мейдоффа відразу повідомили про шахрайство батька ФБР і Бернарда Мейдоффа було арештовано 11 грудня 2008 року.

### Суд і ув'язнення
Під час слідства Бернард Мейдофф зізнався, що фінансова піраміда існувала в його компанії протягом багатьох років, інвесторам нараховувалися прибутки, яких насправді не було. Під час судового засідання Мейдофф визнав себе винним за 11 пунктами звинувачення, зокрема у шахрайстві, відмиванні грошей, крадіжці грошей з пенсійних фондів працівників та інших. Загалом за роки діяльності Мейдофф поцупив в інвесторів більш ніж 50 мільярдів доларів. За вироком суду від 29 червня 2009 року його засудили до 150 років тюремного ув'язнення.
Окрім кримінальних звинувачень, деякі інвестори намагалися відсудити збитки з родичів Бернарда Мейдоффа та його дружини. Так, щоб відшкодувати частку збитків інвесторів, його дружина мусила продати будинки на півдні Франції, приватний літак та інші коштовні об'єкти. Хоча проти дружини та синів Мейдоффа не було висунуто офіційних звинувачень, ошукані інвестори звинувачували їх у співучасті в злочині. Сумна слава Бернарда Мейдоффа призвела до самогубства старшого сина Марка, який повісився у власній квартирі. Бернард Мейдофф відбував покарання в одній із тюрем штату Нью-Йорк.
14 квітня 2021 року Бернард Мейдофф помер у Федеральному медичному центрі у місті Батнер, Північна Кароліна, від хронічної хвороби печінки.